# 군견병

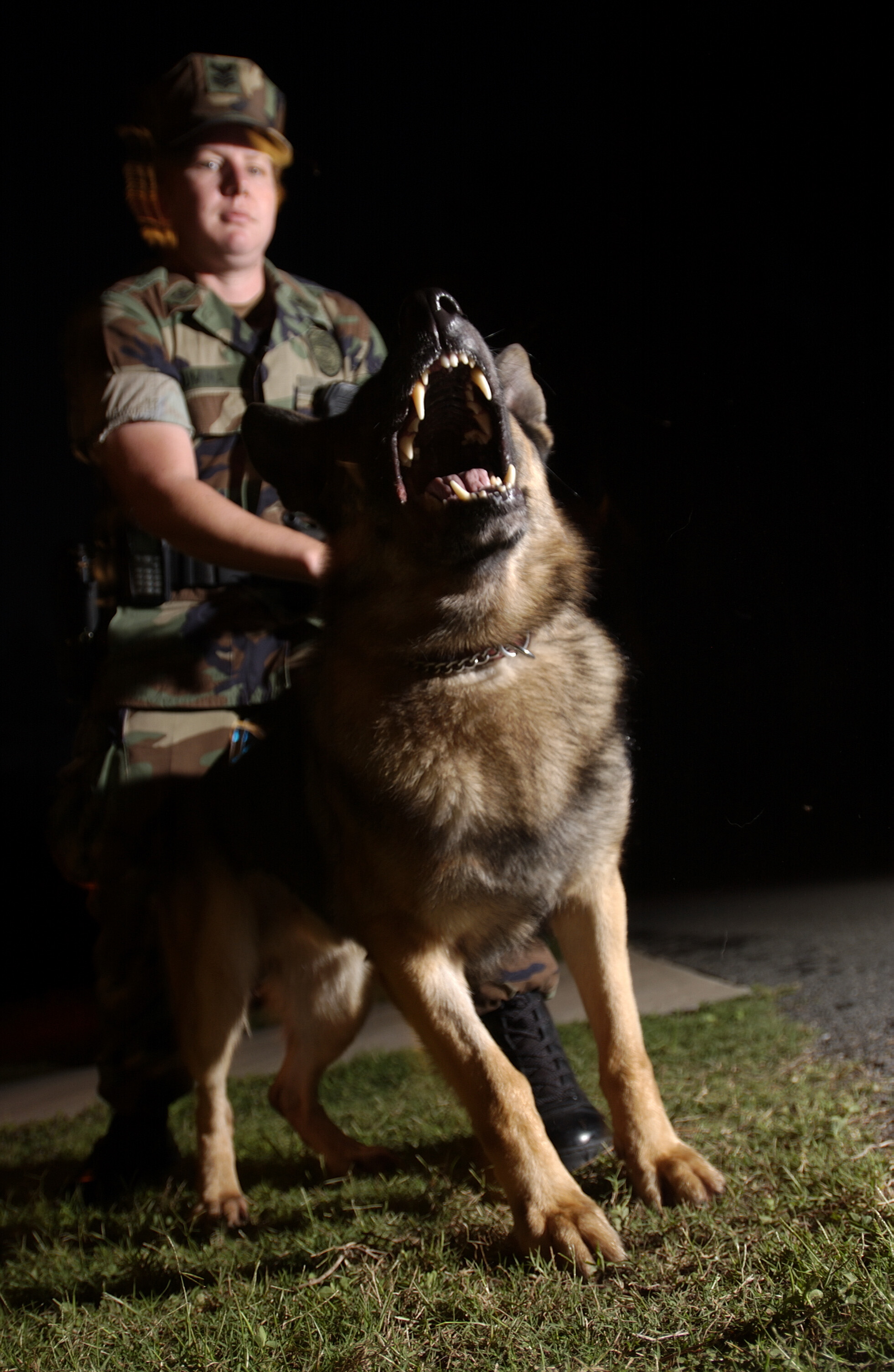
군견을 컨트롤하고있는 군견병

군견병(軍犬兵)은 군용으로 사용할 목적으로 훈련시키는 개를 이용하는 병사를 말한다. 병사 혼자서 군대 내의 큰 재산인 군견을 관리할수 없으므로 군견부대에서는 군견담당관이, 해안정찰 및 탄약부대에서는 정보작전담당관이 함께 관리한다. 군견병은 부대별로 군견 훈련병, 군견 훈육병, 핸들러, 군견관리병으로 불리우며 따로 특기가 정해진게 아니어서 육군의 경우 신교대에 군견부사관들이 찾아와 뽑아간다고 하며 하고 싶은 이들은 많으나 뽑혀가는 이들은 극히 드물다. 이렇게 육군훈련소의 군견병이 되는 방법이 하나 있고 탄약 및 해안부대와 같은 군견을 필요로 하는 부대에 경우 각 지역별로 흩어져 있는 군견들을 관리하는 군견병이 될수있다. 이는 전자에 비해 후자의 확률은 매우 적으며 견에 대한 지식 및 경험이 없으면 뽑히지 않을 가능성이 매우 높다. 공군의 경우 군사경찰 보직으로 군입대전에 지원할수 있으며 지원으로 뽑힌 공군 군견병에 경우 비행장 및 경비대로 배치될 가능성이 높다. 해병대, 해군 역시 자대에 있는 군견을 케어하기 위해 군견병이 필요하며 해병대 해군 포함해서 군견이 20두가 안될정도로 그 수가 적어 육군군견훈련소에서 후반기 교육을 받는다. 약 8주 동안 수의학 및 군견 컨트롤에 대해 배운다

## 군견병의 임무
군견병으로써 기본적으로 하루에 3번 밥챙겨주기, 샤워시키기, 똥치우기, 빗질해주기, 훈련 및 정찰 등 군견의 청결 및 상태유지를 위해 힘쓴다. 군견병은 군견보다 늦게 식사해야되며 군견병에게 군견은 군인에게 총과 같으므로 항상 최우선시 되야한다. 군견에게 물리는 인원이 발생시에 대부분의 책임은 군견병에게 돌아가며 군견이 다치거나 아프면 그에 대한 책임은 군견병한테 있으므로 군견의 건강을 항상 예의주시해야한다. 군견일지 작성 및 군견 훈련으로 인하여 꿀보직이라는 이름과는 다르게 매우 편하지 않다. 사람들 사이에서 꿀보직이란 인식이 강하여 사람이 적은 부대의 경우 군견병이 다른 보직을 하나 더 하기도 한다. 이렇게 군견과의 과업 및 훈련이 많아짐에 따라 군견과 매우 친해지고 전역할때 매우 그리워한다. 군견들도 종종 군견병이 바뀔경우 금식을 하는 경우도 있으며 군견병은 이후 후임군견병을 위해 군견과의 유대감을 줄이고 후임군견병과의 시간을 만들어주어 군견의 훈련 및 생활이 원활할수 있도록 돕는것이 마지막 군견병의 임무다.

### 기타
군견병이 전역한 이후 군견을 잊지 못하여 군견이 전역했을때 분양하는 경우도 많고 군견병 자기 자신의 전역을 미루는 경우 보관됨 2023-03-28 - 웨이백 머신도 있다.
군견의 실제 계급은 없으나 중사계급이라는 루머가 돌기도 한다. 군견의 공로를 세웠을 경우 계급추서 및 연금 혜택이 주어진다.

## 같이 보기
- 군용견